# Henry Perigal
Henry Perigal, Jr. (1 de abril de 1801 - 6 de junio de 1898) fue un corredor de bolsa británico y matemático aficionado, conocido por su prueba mediante disección del teorema de Pitágoras y por su creencia poco ortodoxa de que la luna no gira con respecto a las estrellas fijas. Perteneció a la Real Sociedad Astronómica y a la Royal Institution.

## Semblanza
Perigal descendía de una familia de hugonotes que emigró a Inglaterra a finales del siglo XVII, y era el mayor de seis hermanos. Después de trabajar como empleado para el Consejo Privado del Reino Unido, se convirtió en contable en una casa de bolsa de Londres en la década de 1840. Siguió siendo soltero toda su vida.
Miembro de la London Mathematical Society de 1868 a 1897, desempeñó el cargo de tesorero de la Real Sociedad Meteorológica durante 45 años, desde 1853 hasta su muerte en 1898. Resultó elegido miembro de la Real Sociedad Astronómica en 1850, y asistió regularmente a la Royal Institution como visitante durante muchos años, hasta que finalmente se convirtió en miembro de la institución en 1895, a la edad de 94 años. Era amigo de Washington Teasdale y de James Glaisher.
Miembro fundador en 1890 de la Asociación Astronómica Británica, sigue siendo la persona de mayor edad que haya pertenecido a la misma. Aunque Perigal vivió mucho tiempo, su padre vivió aún más, convirtiéndose en centenario.

## Matemáticas

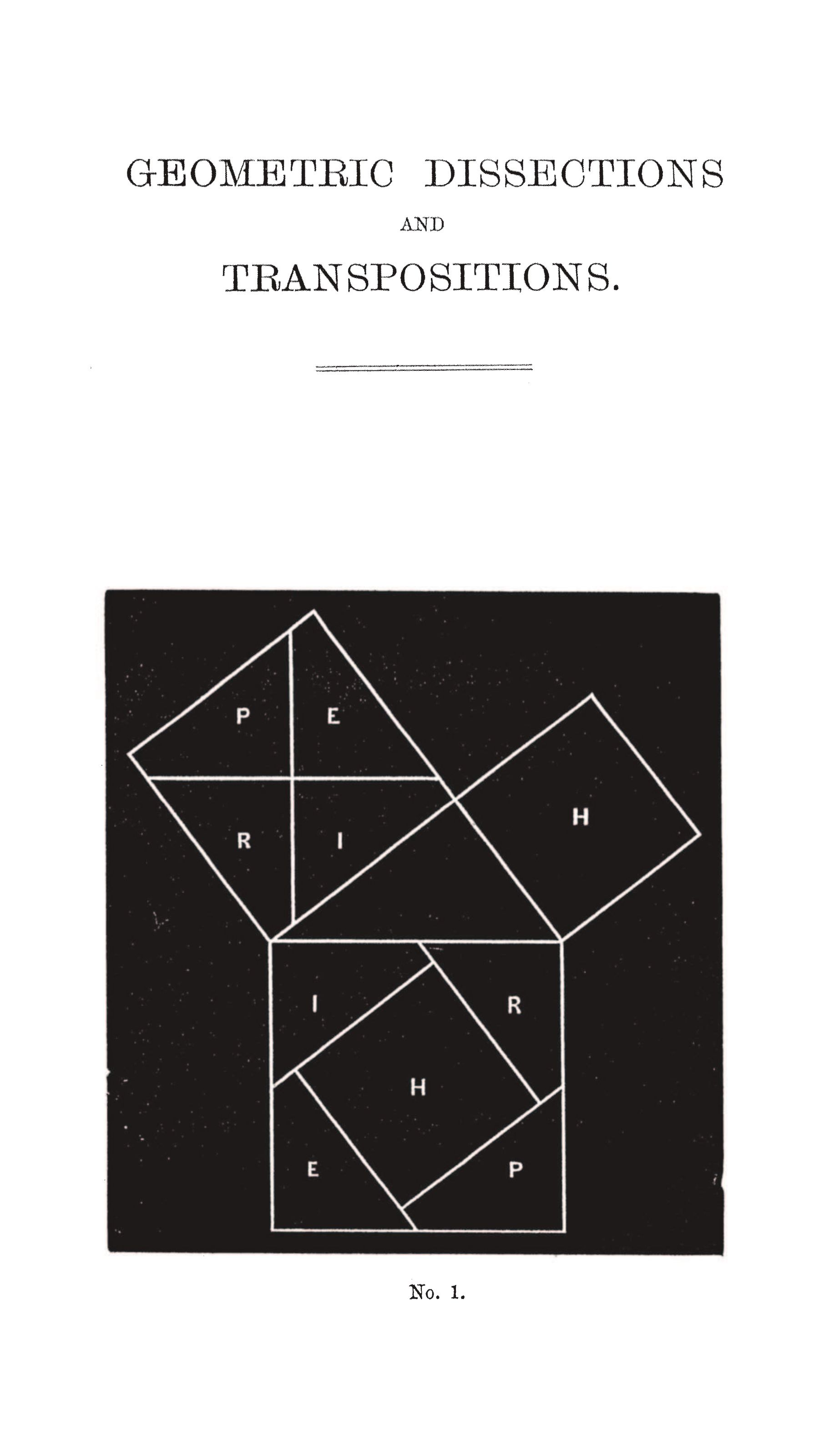
Página 1 de Disecciones y transposiciones geométricas, que muestra la prueba del teorema de Pitágoras basada en la disección de Perigal

En su folleto titulado Geometric Dissections and Transpositions (Londres: Bell & Sons, 1891), Perigal proporcionó una prueba del teorema de Pitágoras basada en la idea de convertir mediante disección dos cuadrados más pequeños en un cuadrado más grande. La disección de cinco piezas que encontró se puede generar superponiendo un mosaico cuadrado regular cuya prototesela es el cuadrado más grande con un teselado pitagórico generado por los dos cuadrados más pequeños. Perigal tenía la misma disección impresa en sus tarjetas de presentación y también aparece en su lápida, que se encuentra dentro de los terrenos de St Mary and St Peter, en el burgo de Wennington (Gran Londres,  Essex), que ahora ahora forma parte de Havering.
En el mismo libro, Perigal expresó la esperanza de que los métodos basados en la disección también resolvieran el problema de la cuadratura del círculo de Tarski (planteado en 1925, en 1963 se demostró que era imposible de resolver de manera constructiva). Sin embargo, Miklós Laczkovich propuso una solución no constructiva en 1990.
Perigal también propuso la primera solución de 6 piezas al problema de la trisección del cuadrado.
Además de estar interesado en las matemáticas, Perigal era un consumado operario con el torno, y materializó modelos de curvas matemáticas para Augustus De Morgan. Creía falsamente que la luna no gira con respecto a las estrellas fijas y utilizó su conocimiento del movimiento curvilíneo en un intento de demostrar esta creencia a los demás.